# Castrul roman Carsium
Localizat în punctul „Dealul cetății”, având acces direct de la DN 2A, castrul auxiliar este
plasat pe malul înalt al Dunării, unde se întâlnesc brațele Dunării, aproape de zona unde se varsă
râul Ialomița. Cercetări sporadice au avut loc încă de la sfârșitul sec. XIX – începutul sec. XX.97
Punctul de trecere face în primă fază legătura dintre Câmpia Română și cetățile vestpontice
și urmează a fi utilizat timp de 18 secole (prima jumătate a sec XIX), până în vremea
imperiului otoman când va fi complet distrusă. Se diferențiază astfel mai multe faze de
construcție: un prim presupus castru de pământ și lemn între finalul de sec. I și începutul de sec.
II d. Hr.; sf. sec. III – început de sec. IV -sec. VI; sec. X; sec. XIII – XIV; sec. XVI și până la
distrugere.  
Din vremea lui Traian a existat o inscripție de construcție atunci când legatus Augusti pro
praetore Moesiae Inferioris este Q. Fabius Postuminus, în 10398. Tot din vremuri mai timpurii
ștampilele atestă fie prezența ala I Flavia Gaetulorum, ala Gallorum Flaviana sau ala
Flavia99. Prezentă în materialul epigrafic este și legio I Italica și alae flotei100. Știm că ala
II Hispanorum et Aravacorum101 va fi staționat aici în cel târziu începând cu a doua jumătate a
sec. II. Deși în jurul fortificației s-a dezvoltat un vicus militar, nu există documentație potrivit
căreia să fi existat un centru urban, dar nu este o ipoteză ce trebuie ignorată.
Portul are un zid masiv de aproximativ 40 m înălțime (sf. sec. III – început de sec. IV), a
suferit mai multe reparații de-a lungul timpului. În incinta romano-bizantină s-a descoperit un
turn în formă de U. În 2009, a fost identificată la peste 300 m deasupra Dunării, poarta de nord cu
două turnuri simetrice (T1-T2).102}}  
- Doruțiu-Boilă, Em. (1980), „Inscripțiile din Scythia Minor.”, Cercetări Arheologice, V

- Țentea, O.; Opriș, I. C.; Matei-Popescu, F.; Rațiu, A.; Băjenaru, C.; Călina, V. (2019), „Frontiera romană din Dobrogea. O trecere în revistă și o actualizare”, Cercetări Arheologice, XXVI: 9–82

## Istoric
Cu toate că este atestată din punct de vedere istoriografic în majoritatea documentelor antichității romane și romano-bizantine (Καρσουμ-Carsum, mijlocul secolului al II-lea, la Ptolemeu din Alexandria; Carsio,secolul al III-lea, în Tabula Peutingeriana; Carso, secolele III-V, în Itinerarium Antonini; Καρσω-Carso-Carsus, mijlocul secolului V, la Priscus Panaites; Καρσος-Carsos, prima parte a secolului VI, la Hierocles; Καρσω-Carso, mijlocul secolului VI, la Procopius; Carsion, secolul VII, la Geograful din Ravenna; Καρσος-Carsos, în secolul X, la Constantin Porfirogenetul), fortificația romană Carsium este aproape necunoscută arheologic. O vină majoră o are cercetarea defectuoasă: o campanie în anul 1939 pe zidurile de nord; o alta în anul 1943 pe incintele de vest; alta campanie în anul 1963 pe suprafața platoului. Nici una nu a dat raspuns la întrebarea fundamental despre planimetria fortificației romane și fazele ei de construcție. Cauza a fost suprapunerea cetății medievale peste cea antică, desele intervenții, chiar pentru scoaterea pietrei, uneori până la stâncă, la adâncimea de 4-5 metri. Arheologic, poți săpa atât, câțiva ani, într-o nivelare cu materiale amestecate din toate epocile istorice, fără să obții rezultatele așteptate.  Caracteristica aceasta explica de ce campanile arheologice au fost atât de scurte și s-a publicat atât de puțin în trecut. Drept urmare, atunci când s-a simțit nevoia lămuririi  problemelor legate de castrul roman, în lipsa unor rezultate științifice pe care să se sprijine orice supoziție, s-a aplicat, pe zidurile vizibile, regula evoluției celorlalte fortificații  dunărene: incintele mari sunt timpurii, eventual de la Traian, cele mijlocii din  secolul IV, iar cele mai mici din perioadele următoare. Așa se face că mult timp, resturile de ziduri de la suprafață, de pe Dealul Cetății aproape de Dunăre, au fost considerate de origine romană. Pe baza acestor considerente s-a propus chiar un plan al cetății, care, evident nu mai este de actualitate. Cercetările din ultimele decenii au demonstrat că incinta mare (cea mai largă) nu se poate data în secolul al II-lea, cum s-a presupus mult timp, după cum nici cea din mijloc nu poate fi pusă pe seama refacerii din timpul împăratului Constantin cel Mare. Zidurile de pe platoul cetății sunt legate de evoluția fortificației în perioada medievală. De fapt, cu mult înainte, încă de la sfârșitul secolului XIX, Panfil Polonic a fost cel care a încercat să lamurească lucrurile. El nota în Caietul său că pe malul Dunării se găsesc zidurile unei puternice cetăți turcești, iar peste tot în interiorul orașului sunt numai urme de ziduri și cărămizi romane. Pamfil Polonic a avut dreptate: cetatea romană  trebuia căutată mult spre nord de malul Dunării. Din nefericire, între perioada în care renumitul inginer topograf făcea aceste observații și anii care au urmat, exact peste ruinele romane s-a cladit o bună parte din orașul modern. Așa se face că multă vreme resturile fortificației romane au rămas total necunoscute. Si astăzi, multă lume confundă zidurile de pe malul Dunării cu ,,castrul roman,,. Asta reprezinta o gravă eroare cum apare chiar și în imaginea din dreapta.  Abia în anul 2009,  în urma unor lucrări edilitare, pe o săpătură de salvare, a fost descoperită poarta de intrare dinspre nord în cetatea Carsium (sf. sec. III-începutul secolului al IV-lea). Asta înseamnă că fortificația romană trebuie să se fi desfășurat în spațiul cuprins între actualele străzi Dobrogei-Carsium-Alex. Cel Bun și malul Dunării. Prin urmare, ca să eliminăm toate confuziile, trebuie să spunem că nu cunoaștem nimic despre fortificația timpurie. În săpăturile noastre am descoperit materiale datate la mijlocul, și în a doua jumătate a secolului I p. Chr. De exemplu, ștampilele unei unități militare al cărui sediu era necunoscut în Dobrogea romană: Ala (Gallorum) Flaviana. Aceasta a fost creată în timpul lui Vespasianus cu rolul de a prelua sarcina apărării unui segment al limesului dunărean, atunci când a început întărirea  acestuia, fără să se știe însă locul unde a staționat. Nu încape îndoială asupra prezenței unității la Carsium. În această situație, se poate vorbi, deocamdată ipotetic, despre un sediu al unității: castrul roman. Acesta a putut avea, cum se știe din cazurile mai bine documentate, un sistem de apărare bazat pe lemn și pământ cum arătau taberele sezoniere romane. Vasile Pârvan a reîntregit un fragment de inscripție, găsit în muzeul de la Hârșova la începutul secolului XX, unde numele unității, o ala, a căzut în spărtură. Deoarece pe o bornă de drum, de la începutul secolului al III-lea, descoperită aici, apare Ala II Hispanorum, învățatul a presupus că aceasta a fost cea care a zidit castrul din piatră în anul 103 p. Chr.  Ștampilele recente  impun însă cu toată seriozitatea revizuirea acestui punct de vedere. Descoperirile mai vechi, dar și cele mai noi, aduc o lumină cu totul specială asupra fortificației și spațiului înconjurător. Aici au fost descoperite fragmentar elemente de arhitectură din marmură (frize, coloane) tipice unei așezări înfloritoare; cercetarea unor morminte a pus în evidență personalități cu rang militar și administrativ cu totul de excepție, nemaiîntâlnite pe linia Dunării. Acum mai bine de jumătate de secol s-a publicat un fragment de inscripție, descoperit în cetate în 1939, pe care se mai puteau citi câteva litere: D(is) M(anibus)/ VLPIVS QVAD/RATUS DEC(urio) M(unicipii). Documentul se datează la mijlocul secolului al II-lea. Editorul, Expectatus Bujor, a  presupus că personajul din inscripție a fost decurion al municipiului Troesmis, orașul cu rangul acesta fiind cel mai apropiat de Carsium. Renumitul arheolog Alexandru Suceveanu ne-a întrebat, nu demult, dacă municipiul din inscripție, al cărui nume, din neferici, nu se păstrează în text, nu este chiar Carsium! Este foarte posibil. Sigur, în stadiul actual al cercetărilor,  că avem puține date despre Carsium. Nu cunoaștem fazele de construcție, nu știm limitele, întinderea cetății din secolul I p. Chr., până în secolul al VI-lea. Este posibil ca toate să se suprapună, cum relevă descoperirile. Bănuim unde se afla așezarea civilă și canabele castrului! Cunoaștem trei necropole din perioada romană și romano-bizantină. Din nefericire, toate acestea au fost perturbate de intervențiile din perioada medievală, iar în ultimul secol și jumătate de construcția orașului modern. De fiecare dată piatra de construcție a fost refolosită! Zidurile mutate și distruse! În această situație, vestigiile antice au fost cel mai vitregite. Este nevoie de timp, rabdare, înțelegere pentru a recupera ceva din istoria vechiului Carsium. Încă mai putem recupera ceva din vechea cetate! Daca avem voință, nu doar dacă ne amintim de istorie în discursuri! Ne lăudăm că avem istorie, dar facem atât de puțin să mai salvam ce se poate salva din ea! Din nefericire, înca nu am învațat să conviețuim cu propria istorie, ori aceasta este prea mare pentru timpurile pe care le tăim! Cei care vor sa afle mai multe despre Carsium, pot trece pragul muzeului din Harsova. (C. Nicolae)